# 莱芜县 (西汉)
莱芜县，中国的古旧县名。
西汉置，治所在今山东省淄博市东南城子村。相传春秋齐灵公灭莱，莱民流播此谷，邑落荒芜，故曰莱芜。属泰山郡。晋朝不改。南朝宋废。 